# Charlotte Frank
Charlotte Frank (Kiel, 25 luglio 1959) è un architetto tedesca.
Ha cofondato lo studio d'architettura tedesco Schultes Frank Architekten di Berlino. Nel 2003 le è stato assegnato il premio tedesco di architettura per la nuova cancelleria tedesca a Berlino. Ha lavorato con Axel Schultes alla realizzazione di altri progetti, tra cui il Kunstmuseum Bonn (1992).

## Opere
- Kunstmuseum Bonn, Bonn
- Cancelleria tedesca, Berlino[3]

## Premi e riconoscimenti
- German Architecture Prize per la nuova cancelleria tedesca a Berlino[4]